# Henry Wriothesley (3e comte de Southampton)
Pour les articles homonymes, voir Wriothesley.

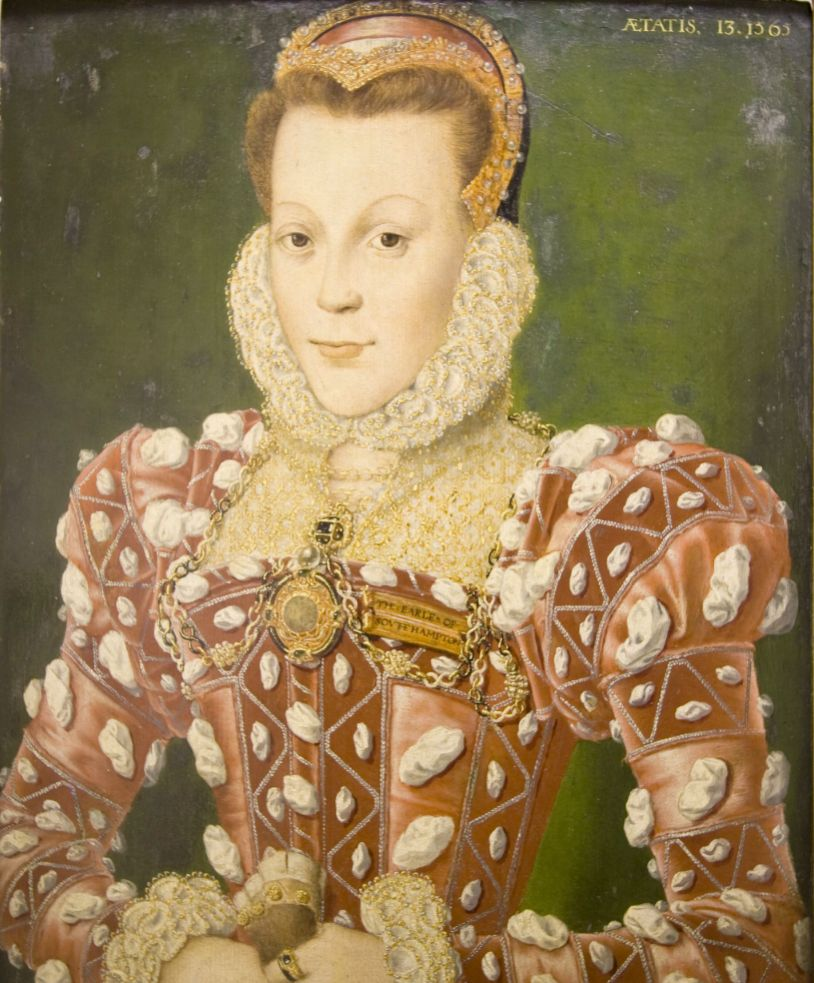
Mary Wriothesley, comtesse de Southampton, mère d'Henry (1552–1607)

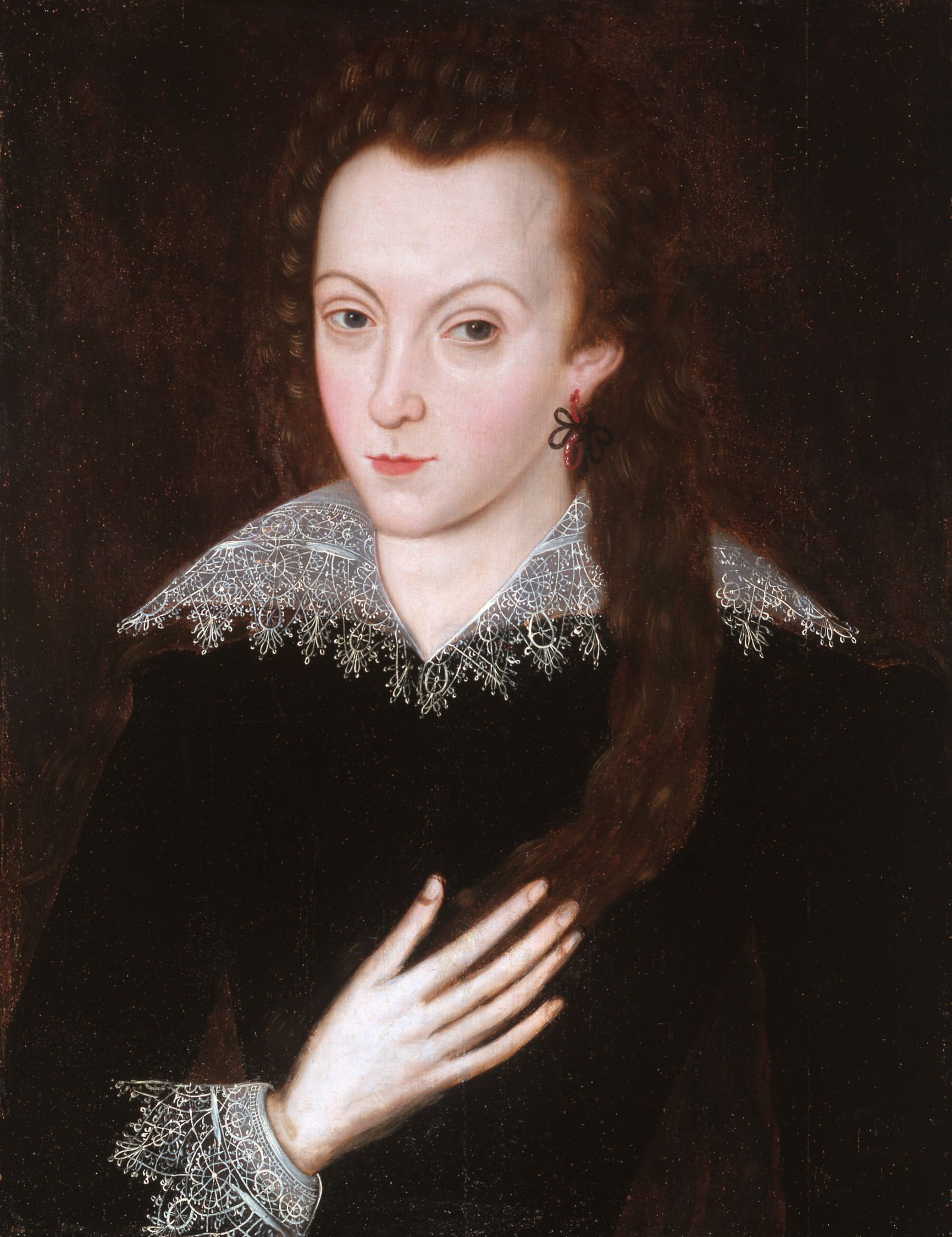
Southampton à l'adolescence, vers 1590–93, attribué à John de Critz

Henry Wriothesley, 3e comte de Southampton, (6 octobre 1573 – 10 novembre 1624), est le fils unique de Henry Wriothesley, 2e comte de Southampton (en), et de Mary Wriothesley, comtesse de Southampton, née Mary Browne, fille d'Anthony Browne, 1er vicomte Montagu. Les deux poèmes narratifs de Shakespeare's, intitulés Vénus et Adonis et The Rape of Lucrece, ont été dédiés à Southampton, qui est généralement considéré comme le Fair Youth des Sonnets de Shakespeare.

## Famille
Henry Wriothesley, né le 6 octobre 1573 à Cowdray House dans le Sussex, est le fils unique de Henry Wriothesley, 2e comte de Southampton (en), et de Mary Wriothesley, comtesse de Southampton, née Mary Browne, fille unique d'Anthony Browne, 1er vicomte Montagu et de sa première femme, Jane Radcliffe, vicomtesse Montague. Il a deux sœurs, Jane, qui meurt avant 1573, et Mary (née vers 1567–1607), qui se marie en juin 1585 avec Thomas Arundell, 1er baron Arundell de Wardour,,.
Après la mort de son père, sa mère se remarie tout d'abord le 2 mai 1595 avec sir Thomas Heneage, qui meurt le 17 octobre 1595 Vice-Lord Chambellan. Puis, entre le 5 novembre 1598 et le 31 janvier 1599, elle se remarie avec sir William Hervey (en). Elle meurt en novembre 1607,,.

## Enfance
À la mort de son père le 4 octobre 1581, Southampton, qui a alors huit ans, hérite des terres comtales et de ses revenus fonciers, évalués à 1 097 £ 6s par an. Sa tutelle et son mariage sont vendus par la reine à son parent, Charles Howard, pour 1 000 £. Selon Akrigg, Howard passe ensuite un second accord, dont on n'a pu trouver trace écrite, transférant à William Cecil, lord Burghley, la garde et le mariage du jeune comte, mais laissant à Howard le soin des terres. À la fin de 1581 ou au début de 1582, Southampton, huit ans, vient vivre dans la maison de Cecil dans The Strand.
En octobre 1585, à l'âge de douze ans, Southampton entre à St John's College de l'université de Cambridge, obtenant son M.A. le 6 juin 1589,,. Son nom est inscrit à l'école de droit de Gray's Inn avant qu'il ne quitte l'université, mais il n'y est véritablement admis que le 29 février 1588,.
Lors du seizième anniversaire de Southampton, le 6 octobre 1589, lord Burghley inscrit son âge dans son journal, et en 1590, Burghley est en négociation avec Anthony Browne, le grand-père de Southampton, et avec sa mère, Mary Wriothesley, comtesse de Southampton, en vue du mariage du jeune comte avec Elizabeth de Vere, l'aînée des petites filles de Lord Burghley, la fille de sa fille, Anne Cecil, et de Édouard de Vere, 17e comte d'Oxford. Mais ce mariage n'est pas du goût du jeune comte, et selon le jésuite Henry Garnet, six semaines après ses vingt-et-un ans, en raison de son refus de lady Vere, le jeune comte paie 5 000 £ pour rupture de sa promesse de mariage,,.
En 1591, John Clapham, un clerc en chancellerie de Lord Burghley, dédie à Southampton un poème en latin, Narcissus, relatant la légende grecque de Narcisse, un beau jeune homme qui mourut par l'amour de lui-même. Selon Akrigg, Southampton passe alors le plus clair de son temps à la cour. Il fait partie de la suite de la reine lorsque celle-ci visite l'université d'Oxford à la fin septembre 1592, et qu'elle est glorifiée de façon excessive par un poème en latin écrit par John Sanford. En octobre 1592, Anthony Browne, le grand-père de Southampton meurt. Il avait été chevalier de la Jarretière. Des bruits courent que Southampton est nommé dans cet ordre, mais ce n'est qu'en 1603, sous le règne de Jacques Ier, qu'il est véritablement investi,,,.

## Âge adulte
Amoureux de la littérature, il est le seul mécène connu de Shakespeare et, en 1593, ce dernier lui dédie le poème spirituel et érotique Vénus et Adonis .
Les relations tumultueuses de Southampton avec la reine culminent avec son implication dans la rébellion d'Essex en 1601. Il est condamné à mort, mais sa peine est commuée en perpétuité. Il n'est libéré que sous le règne de Jacques I.